# 阿图罗·乌斯拉尔·彼特里
阿图罗·乌斯拉尔·彼特里（西班牙語：Arturo Uslar Pietri；1906年5月16日—2001年2月26日）是委内瑞拉政治人物、外交官、作家。拉丁美洲魔幻现实主义文学的首倡者，著有《红色长矛》、《黄金国之路》、《死者的葬礼》、《胜者》等作品。